# Evergestis africalis
Evergestis africalis là một loài bướm đêm trong họ Crambidae.